# Andy Hummel
Andy Hummell (26 de janeiro de 1951 — 19 de julho de 2010) foi um músico estadunidense, mais conhecido como baixista original da banda de rock Big Star.
Morreu em julho de 2010, aos 59 anos, vítima de um câncer.